# Déforestation durant l'Empire romain

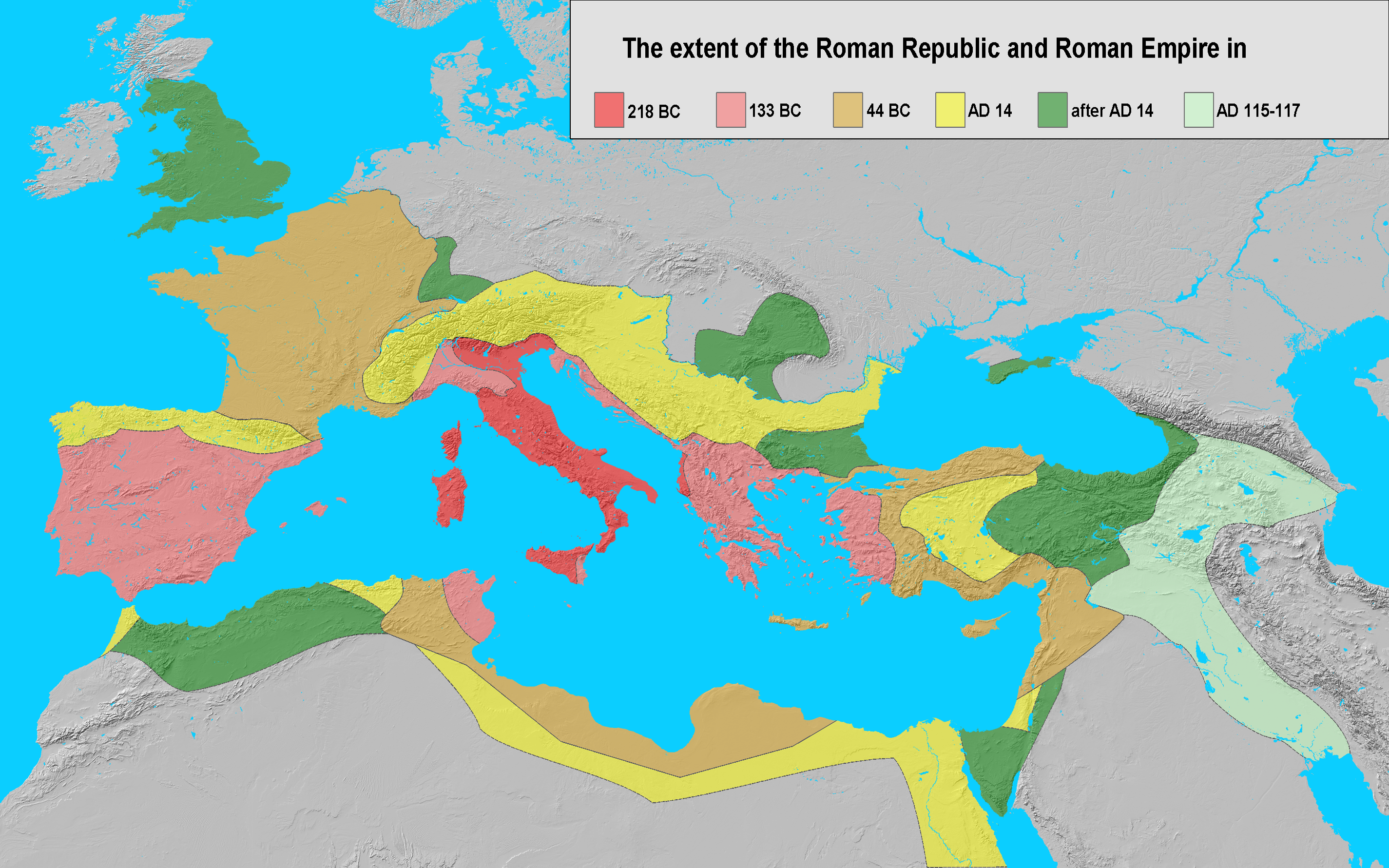
Extension de la République romaine et de l'Empire romain entre -218 et 117.

La déforestation pendant la période romaine est la réduction générale de la surface boisée sous l'effet de l'expansion de l'Empire romain, l'accroissement de sa population, son agriculture à grande échelle et son développement économique sans précédent. L'expansion romaine marque la transition en Méditerranée entre la préhistoire (environ 1 000 av. J.-C.) et la période historique qui commence vers 500 av JC. Il y a 8 000 ans, la Terre a accueilli quelques millions de personnes  et était encore fondamentalement vierge, mais Rome a été le moteur du développement humain en Europe occidentale et l'un des principaux responsables de la déforestation du pourtour méditerranéen.

## Causes

### Combustible
Le bois était un combustible essentiel pour les industries telles que l'exploitation minière, la fonte et la fabrication de céramiques.

### Agriculture

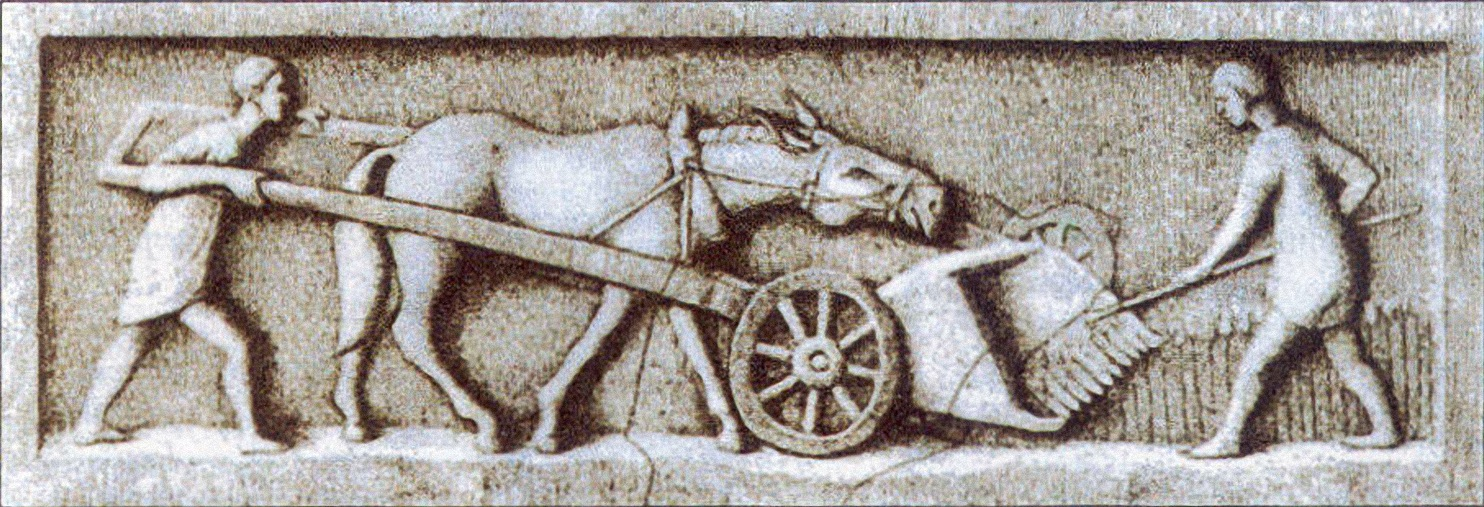
Machine agricole romaine (relief de Trèves en Allemagne).

L'agriculture était la base économique de l'Empire romain. Avec une population en constante augmentation, le défrichage des terres pour les cultures a été l'une des premières causes de la déforestation initiale. Les mains de l'homme ont cédé la place à des charrues en fer et à des machines de récolte, et l'utilisation d'animaux pour défricher les forêts denses afin d'exploiter la riche couche arable.
L'agriculture produisait des denrées qui contribuaient à la prospérité économique des Romains, qui dépendaient des récoltes produites par les esclaves/propriétaires fonciers. En conséquence, en 111 avant J.-C., la loi romaine autorisait toute personne occupant des terres publiques d'une superficie maximale de 20 acres (81 000 m2) à les conserver, à condition qu'elles soient mises en culture. Ce type de politique a créé un défrichement généralisé et a reflété l'importance de l'agriculture, non seulement pour les riches, mais aussi pour les citoyens, les militaires et les marchands engagés dans le commerce avec d'autres régions.
Dans le chapitre 5 (« Roman Soil Erosion ») du livre de Guy Theodore Wrench intitulé Way of the Soil, l'auteur décrit les effets dévastateurs qu'ont eus sur la terre la déforestation généralisée et le surmenage qui s'est ensuivi pour cultiver des quantités croissantes de céréales pour la population en plein essor de l'Empire romain.

### Animaux et surpâturage
Le pâturage des animaux domestiques a été l'un des principaux facteurs de dégradation de l'environnement et un obstacle à la régénération des forêts. Les animaux broutaient et détruisaient les terres impropres à la culture. La consommation des plantes des collines et des jeunes arbres a provoqué l'érosion, dépouillant les collines de leurs sols et exposant finalement la roche nue. Le limon et le gravier s'écoulaient des collines et des montagnes, créant d'autres problèmes tels que les inondations, l'envasement et le remplissage des marais.

### Militaire
Les ressources naturelles diminuant, il était vital de maintenir une armée romaine forte pour la conquête de nouvelles terres. Les campagnes militaires ont dévasté les campagnes. Certains agriculteurs étaient contraints de se battre au lieu de s'occuper de la terre. Lorsque les ressources naturelles étaient épuisées dans les régions déjà occupées de l'Empire romain, l'armée était envoyée non seulement pour défendre les terres des Romains, mais aussi pour accumuler d'autres zones d'intérêt qui disposaient d'un approvisionnement abondant en bois pour répondre aux besoins de l'économie romaine.
Jules César lui-même a ordonné aux troupes de couper les forêts pour éviter les attaques furtives. Grâce à la déforestation, les forêts ne pouvaient plus servir de couverture et de camouflage aux ennemis de Rome. L'armée permanente compte environ 300 000 hommes et passe à 600 000 vers la fin de l'Empire. Les légions romaines déboisaient les zones où elles campaient ou marchaient pour réduire la couverture où leurs adversaires pouvaient se cacher ou monter une attaque sournoise. Les militaires ont utilisé ces ressources et ont construit des forteresses, ainsi que des outils et des moyens de transport pour acheminer les ressources là où elles étaient nécessaires.

### Construction navale

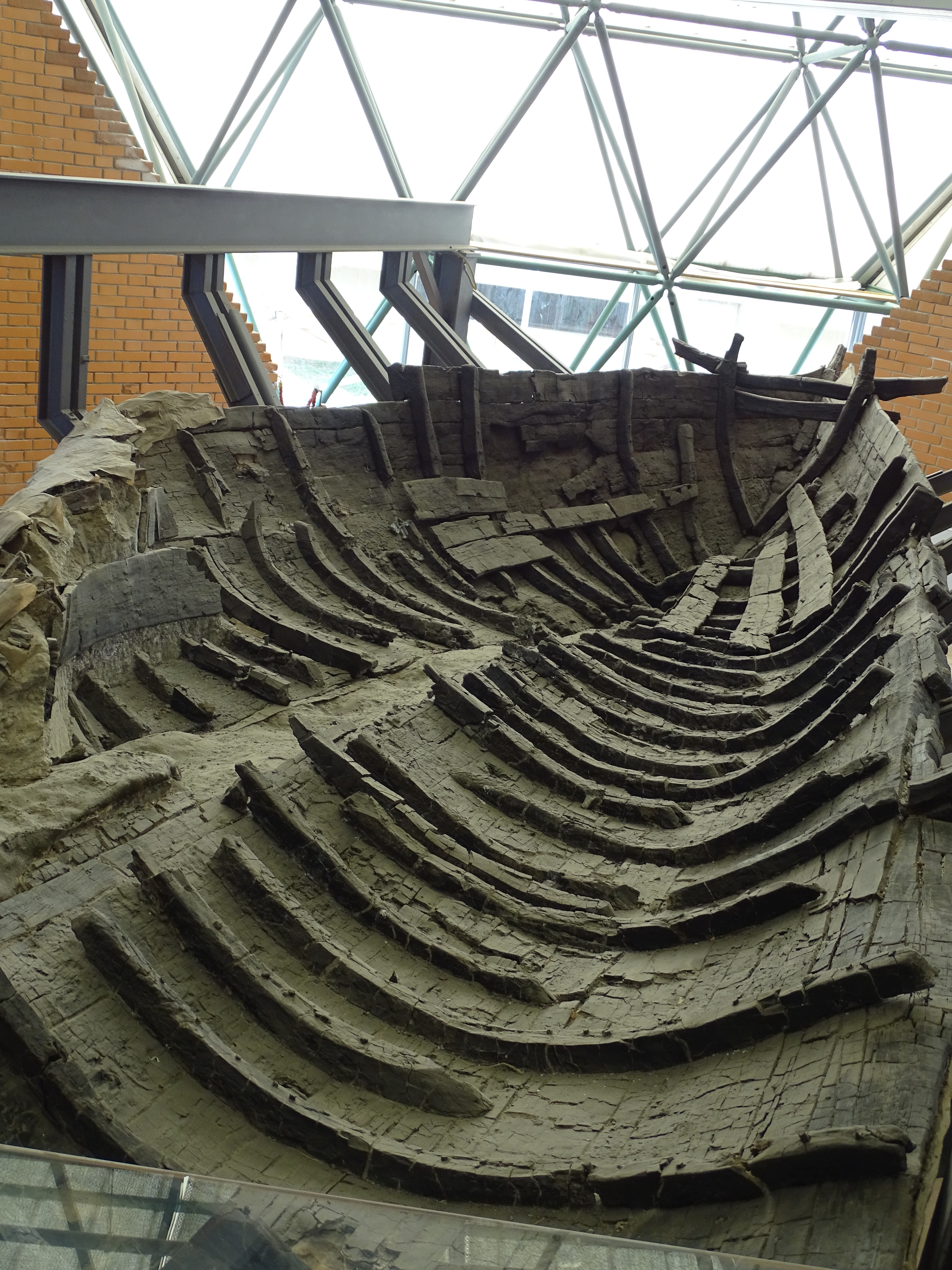
Bateau romain au musée d'Herculanum

La construction navale, qui contribue largement à la déforestation, revêt une grande importance économique et militaire. L'importance attachée à l'approvisionnement en bois pour la construction de navires ne peut être niée ; les navires étaient essentiels à la vie économique florissante de la Méditerranée et la puissance maritime était vitale dans l'exercice du contrôle politique. Les navires de guerre avaient la priorité sur les navires marchands dans la compétition pour les matériaux.
Des milliers de navires ont été construits durant cette période classique. En temps de guerre, des centaines pouvaient être construits en un mois. Cela exerçait une pression énorme sur l'approvisionnement en bois utilisable. Par conséquent, l'un des effets des centres de construction navale était la raréfaction du bois dans leurs régions immédiates. Ensuite, une fois les ressources en bois épuisées dans les régions immédiates, l'option suivante était le transport de bois d'autres régions. Le transport était coûteux, mais un nombre croissant de navires était nécessaire pour maintenir la domination navale.

### Urbanisation
L'urbanisation précoce de Rome et de ses environs était axée sur la capacité à obtenir des ressources naturelles. Les zones de basses terres et les zones proches des voies navigables ont d'abord été fortement urbanisées, mais à mesure que la population augmentait, de même que le commerce et l'industrie, l'expansion impériale et la colonisation des territoires conquis étaient nécessaires. L'environnement a subi une dégradation radicale, car la pollution due à la combustion du bois de chauffage remplissait l'air et les fonderies qui utilisaient le bois comme combustible transmettaient des métaux lourds dans l'atmosphère.
La création de grandes villes a contribué à la déforestation dans le monde classique. La surpopulation a obligé les citoyens à se déplacer vers les collines où se trouvaient autrefois des forêts pour construire leurs maisons.

### Logement et bâtiment
À l'époque romaine, le bois était le matériau de construction le plus élémentaire. Les arbres étaient coupés pour loger les populations croissantes dans tout l'Empire romain. Si certaines maisons méditerranéennes étaient construites en briques et en pierres, les structures des toits, recouverts de tuiles, ainsi que les planchers des immeubles d'habitation à plusieurs étages étaient souvent en bois.
On estime qu'à son apogée au milieu du IIe siècle, l'Empire romain comptait une population de 75 millions d'habitants, dont un million ou plus pour la seule ville de Rome (une population urbaine dont la taille n'a pas été égalée en Europe avant Londres au XIXe siècle).

## Conséquences de la déforestation

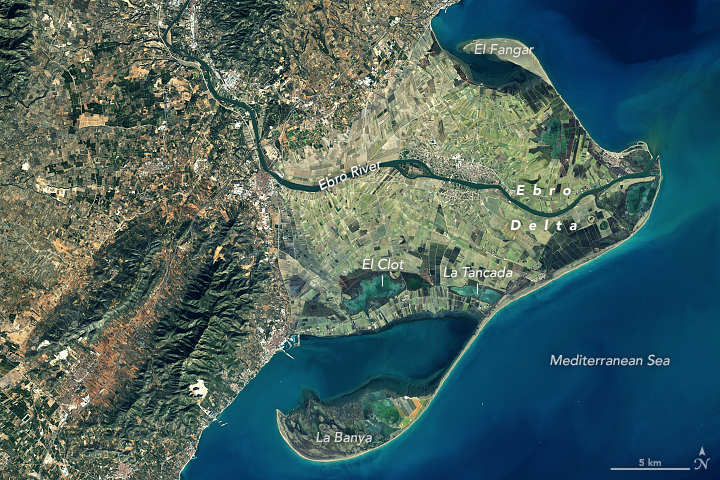
Delta de l'Èbre (photo satellite Landsat de 2018). L'Èbre et de nombreux autres deltas de la Méditerranée ont été parmi les premiers à subir des impacts humains importants. Certaines des modélisations faites par des chercheurs suggèrent que les premiers changements d'utilisation des terres, comme la déforestation pendant l'Empire romain, auraient pu conduire à sa croissance.

### Sol
Avec une demande accrue de ressources et de nourriture, une pression constante a été exercée sur la terre et le sol pour fournir de la nourriture à une économie en pleine croissance. Les défrichements et les labours réguliers épuisaient les sols existants, qui finissaient par devenir infertiles. Le ruissellement et l'érosion du sol des collines déboisées ont augmenté la quantité de limon et entravé l'écoulement de l'eau dans les zones agricoles.
Finalement, en raison du climat méditerranéen et de l'épuisement des nutriments du sol dû à des centaines d'années de récolte, les rendements ont diminué. Alors que l'eau de pluie est retenue dans le sol par la végétation et les forêts, elle s'écoule trop rapidement dans les zones déboisées, chaque goutte de pluie n'étant pas protégée par des plantes ou par une couche de végétation.

### Inondations et ports
L'érosion s'est accélérée jusqu'à être multipliée par vingt au IIIe siècle, créant des marais inutilisables, qui ont propagé des maladies telles que la malaria. Les inondations dues au ruissellement ont perturbé l'alimentation en eau des sources et des rivières naturelles, mais ont également accru l'envasement des zones côtières et des ports dans les deltas des fleuves. Les pluies ont emporté la terre non protégée et ont fortement modifié les côtes, les repoussant parfois de plusieurs kilomètres vers la mer, comme dans le cas de l'embouchure du Pô.
Le lessivage de la terre arable et les dépôts de limon et de gravier ont nécessité le déplacement des ports, ce qui a pesé davantage sur l'économie. Même dans la ville de Rome, les inondations recouvraient les parties basses de la ville et refoulaient les égouts. La première inondation de ce type a été constatée en 241 avant J.-C. Les archives indiquent une augmentation des inondations du fleuve à partir de cette date.

### Réflexions et prise de conscience
Le déboisement pour les besoins agricoles et pour la production de chaleur était une nécessité pour la survie à long terme à l'époque romaine, bien qu'il y ait un débat sur la question de savoir si les Romains comprenaient les implications de la déforestation. Selon Richard Grove, « les États n'agiront pour prévenir la dégradation de l'environnement que lorsqu'il sera démontré que leurs intérêts économiques sont directement menacés ». Les Romains disposaient toutefois de certaines formes de conservation écologique. Le recyclage de la verrerie était pratiqué, de même que la conception architecturale qui utilisait le chauffage solaire. Les forêts étaient également soumises à des réglementations gouvernementales et protégées pour les ressources futures.
Au 5e siècle avant J.-C., Platon se plaignait que « la perte de bois avait dénudé les collines et les plaines entourant Athènes et provoqué une érosion massive du sol ». Cicéron a également noté que « nous (les humains) sommes les maîtres de ce que la terre produit » et que « toutes les choses de ce monde que les hommes utilisent ont été créées et fournies pour le bien des hommes ».

## Interprétations

### Conjecture sur l'effondrement romain
L'anthropologue américain Joseph Tainter a soutenu que « la déforestation n'a pas causé l'effondrement romain », mais que l'on pourrait faire valoir qu'il en fait partie. Comme l'a écrit le géographe et spécialiste de la déforestation Michael Williams, il est plus probable que des guerres constantes, des épidémies ravageuses, des rébellions, des invasions de l'extérieur, une population en déclin et un degré excessif d'urbanisation, séparément ou en combinaison, aient opéré sur la terre dans un empire qui s'était étendu au-delà de ses moyens.
Dans le livre environnemental Life Without Oil, publié en 2011 par Steve Hallett, l'auteur affirme que l'effondrement de l'Empire romain pourrait être lié à une pénurie de bois dans le bassin méditerranéen. Il suggère que, le bois devant être transporté de plus en plus loin, la loi des rendements décroissants a sapé les performances économiques de l'industrie romaine, laissant Rome vulnérable aux autres problèmes, bien documentés, d'invasion et de division interne. Les auteurs considèrent qu'il s'agit d'une mise en garde et la comparent au destin potentiel de la société contemporaine (du XXIe siècle) dans le cadre d'un scénario post-pic pétrolier.

### Autre point de vue
Certains auteurs affirment que presque tout ce qui précède est basé sur une projection non historique des préoccupations actuelles sur le passé. Ce point de vue alternatif soutient qu'il existe d'immenses complexités de temps, d'espace, de climat, de géologie et de topographie qui, combinées à nos informations extrêmement fragmentaires, rendent les généralisations presque impossibles. Certaines cultures - dattes, figues, olives, châtaignes - jouaient un rôle très important dans l'agriculture romaine. Les céréales étaient souvent cultivées en association avec ces cultures. Presque toutes les espèces d'arbres repoussent après avoir été coupées. L'abattage d'un bois ne détruit pas en soi la forêt. Le taillis est un moyen de récolter le bois de manière durable, par exemple.
Les hypocaustes étaient pré-adaptés pour brûler des combustibles de mauvaise qualité comme la paille et le charbon. Il y a de bonnes raisons de penser que la paille et le charbon étaient des combustibles importants dans l'Antiquité, notamment dans la Grande-Bretagne romaine où le charbon était abondant dans de nombreuses régions. Une grande partie de la protection contre l'érosion du sol provient de la construction de terrasses sur les collines. L'étendue des terrasses dans l'Antiquité est inconnue, mais une grande partie de l'érosion du sol, que l'on suppose ici avoir été causée par les Romains, pourrait bien remonter à l'âge des ténèbres[Quoi ?], lorsque l'entretien des terrasses a été interrompu. Les changements de la couverture arborée pourraient bien résulter de différences climatiques, qui ne sont pas encore bien comprises. Mais il existe des preuves que le déclin de l'Occident romain est lié au changement climatique.
L'agriculture itinérante sur brûlis, associée à des populations plus faibles qu'à l'époque romaine, peut être au moins aussi responsable de la déforestation et de l'érosion des sols que l'agriculture romaine. Les marais côtiers peuvent être causés par les changements du niveau de la mer tout autant que l'érosion des sols. Il y a peut-être des raisons de penser que les maladies des arbres, il y a 6 000 ans déjà, ont provoqué le déclin des ormes, mais que ce déclin était lié de manière complexe aux pratiques des agriculteurs néolithiques.